# Future Miracles
Future Miracles è l'album d'esordio del gruppo musicale The Ladder, pubblicato nel 2004.

## Tracce
1. "Like Lovers Do" – 4:38 (Steve Overland/Chris Overland)
2. "Closer to Your Heart" – 4:58 (S. Overland/C. Overland/Merv Goldsworthy/Pete Jupp)
3. "Do You Love Me Enough" – 4:35 (S. Overland/Jupp)
4. "Dangerous" – 6:05 (S. Overland/C. Overland)
5. "Baby Blue" – 4:17 (S. Overland/Goldsworthy/Jupp)
6. "All I Ever Really Wanted" – 4:07 (S. Overland/Jupp)
7. "Time For Changes" – 4:16 (S. Overland/Jupp)
8. "The Angels Cried" – 6:21 (S. Overland/Jupp)
9. "Say It Like It Is" – 4:20 (S. Overland/C. Overland)
10. "When Tomorrow Comes" – 4:40 (S. Overland/C. Overland)
11. "Too Bad" – 4:07 (S. Overland/C. Overland/Jupp)

## Formazione
- Steve Overland – voce
- Pete Jupp – batteria
- Bob Skeat – basso
- Vinny Burns – chitarra